# St. Simons (Géorgie)
St. Simons est une census-designated place située dans le comté de Glynn, dans l’État de Géorgie, aux États-Unis. Lors du recensement de 2020, elle comptait 14 982 habitants. La localité est située sur une île homonyme de l'archipel des Sea Islands, sur la côte atlantique.